# Артамонова Неоніла Олегівна
Артамонова Неоніла Олегівна (нар. 28 липня 1950, Харків) — українська бібліотекознавиця, фахівчиня в галузі медичних інформаційних технологій. Кандидат біологічних наук (1986), старший науковий співробітник (1995), доктор наук із соціальних комунікацій (2013).

## Біографія
У 1975 році закінчила біологічний факультет Харківського державного університету ім. О. М. Горького (нині — Харківський національний університет ім. В. Н. Каразіна) та Московський інститут підвищення кваліфікації в галузі патентної роботи за спеціальністю «Патентознавство» у 1981 році.
Працювала на різних посадах у харківських наукових установах: Всесоюзному науково-дослідному інституті з охорони вод (1974—1977), Українському науково-дослідному інституті лісового господарства та агролісомеліорації ім. Г. М. Висоцького (1977—1978), Інституті медичної радіології ім. С. П. Григор'єва НАМН України (1978—2005). У 1994 році очолила відділ наукового аналізу та моніторингу інтелектуальної власності. Виграла грант проєкту Міжнародного фонду «Відродження»: «Інформація медикам — здоров'я нації — оптимізація системи інформаційного забезпечення медичної науки», завдяки якому в інституті було вперше проведено Інтернет, виділена лінія та придбано сучасний комп'ютер у відділ наукового аналізу та моніторингу інтелектуальної власності. У 2001 році за сумісництвом — доцент, а з 2013 року — професор кафедри інформатики та інтелектуальної власності Національного технічного університету «Харківський політехнічний інститут». Викладає дисципліни «Маркетинг інформаційних ресурсів», «Маркетинг інтелектуальної власності», «Інтелектуальна власність у сфері інноваційної діяльності», «Дослідження конкурентоспроможності та комерційного потенціалу інновацій».
У 2005—2008 роках навчалася в докторантурі Харківської державної академії культури, де у 2013 році захистила докторську дисертацію на тему «Система інформаційно-бібліотечного та патентного забезпечення медичної науки України: генезис, структура, стратегії розвитку» за спеціальністю 27.00.03 — Книгознавство, бібліотекознавство, бібліографознавство (науковий консультант — професор Л. Філіпова). З 2008 року працює в ДУ «Інститут медичної радіології ім. С. П. Григор'єва НАМН України» на посаді завідувача відділу наукового аналізу та моніторингу інтелектуальної власності.
Наукові інтереси Артамонової пов'язані з вивченням проблем науково-медичної інформації та документації, їх наукометричного опрацювання. Досліджує питання інформаційного забезпечення медичної наукової роботи, аналітичного та наукометричного аналізу, визначення можливостей електронних науково-технічних ресурсів, управління інтелектуальною діяльністю, а також історії становлення і розвитку української медичної радіології та Інституту медичної радіології ім. С. П. Григор'єва НАМН України.
Н. О. Артамонова керувала науковими проєктами: «Оптимізація інформаційного забезпечення комерціалізації наукових розробок у медичній радіології з використанням ресурсів Інтернет», «Обґрунтування технологій і розробка системи управління інтелектуальною власністю в медицині», «Наукометричні дослідження проблеми діагностики метастазів» та інші.

## Основні праці
- Визначення інформаційних потреб медичних фахівців як базове завдання інформаційної діяльності: теоретичні аспекти / Н. Артамонова // Вісник Книжкової палати. — 2008. — № 10. — С. 17–19;
- Засоби наукових комунікацій у медичній галузі / Н. О. Артамонова // Бібліотекознавство. Документознавство. Інформологія. — 2008. — № 4. — С. 70–78;
- Світовий досвід створення системи науково-медичної інформації / Н. Артамонова // Вісн. Кн. палати. — 2008. — № 7. — С. 27–31;
- Інформаційне забезпечення наукової діяльності: тенденції розвитку форм та напрямів (на прикладі медичної науки) / Л. Філіпова, Н. Артамонова // Вісн. Кн. палати. — 2009. — № 11. — С. 24–31;
- Концептуальна модель розвитку системи інформаційного забезпечення медичної науки в Україні / Л. Овсяннікова, Н. Артамонова // Вісн. Кн. палати. — 2010. — № 6. — С. 24–30;
- Роль підрозділів з наукової медичної інформації в інформаційному забезпеченні інновацій / Н. Артамонова // Вісн. Кн. палати. — 2010. — № 4. — С. 29–34;
- Система інформаційного забезпечення медичної науки в Україні: монографія / Н. О. Артамонова. — Харків: Міськдрук, 2010. — 371 с.;
- Створення нових консолідованих електронних інформаційних ресурсів як розвиток засобів наукової комунікації (на прикладі медичної галузі) / Н. Артамонова // Бібл. вісн. — 2010. — № 1. — С. 10–13;
- Патентна документація в системі інформаційного забезпечення науки: сутність, функції, значення / Н. О. Артамонова, Л. Я. Філіпова // Бібліотекознавство. Документознавство. Інформологія. — 2016. — № 4.